# 禁锢 (古代刑罚)
禁锢是古代中国的一种刑罚。遭禁錮的人，终身禁止做官，有时也会罪及门生、故人、親戚。属於资格刑，它剥夺犯罪人的政治权利。早在《左传》中就有禁锢的记载，秦时称为“籍门”，《秦简·除吏律》把禁锢的人称为“废官”。从汉至隋，禁锢都作为赃物罪的附加罪而存在。隋唐以后，律典中不复有“禁锢”之文，但经常有诏令行用。明、清有“永不叙用”，相当於禁锢。
在中华人民共和国沒有像這樣單獨奪去擔任公職權利的法律，較相似的刑罰是「剝奪政治權利」，亦即政府得依法暫時或終身褫奪幾乎一切政治上的權利。而在中華民國，類似的刑罰為「褫奪公權」；遭褫奪公權的人雖仍保有選舉權，但失去擔任公務員的資格，也無法參加公職人員選舉，和禁錮只禁止任官的方式頗為相近，但褫奪公權對一個人的實施期限不一定是終生。
在日本刑法中，禁锢刑指剥夺罪犯的自由，适用于国事犯罪、过失犯罪。不同于惩役刑，禁锢不强迫劳动。

## 註解
1. ↑  教育部國語辭典有關「禁錮 （页面存档备份，存于）」的解釋。
2. ↑  林煌達.  (PDF). 2012年. （原始内容存档 (PDF)于2021）.
3. ↑  如漢朝未期的黨錮之禍。
4. ↑  《左傳．成公二年》：「晉人使為邢大夫，子反請以重幣錮之」
5. ↑  . 复旦大学法学院. 2022-12-12  [2024-03-06]. （原始内容存档于2024-05-06）.